# Traulia azureipennis
Traulia azureipennis är en insektsart som först beskrevs av Jean Guillaume Audinet Serville 1838.  Traulia azureipennis ingår i släktet Traulia och familjen gräshoppor.

## Underarter
Arten delas in i följande underarter:
- T. a. azureipennis
- T. a. atra